# Rubídium-jodid
A rubídium-jodid kémiai vegyület, képlete RbI, olvadáspontja 642 °C.

## Előállítása
Rubídium-hidroxid és hidrogén-jodid reakciójával lehet előállítani:
{\displaystyle \mathrm {\ RbOH+HI\ \rightarrow \ \ RbI+H_{2}O} }
De elő lehet állítani fém rubídium és jód heves reakciójával:
{\displaystyle \mathrm {2\ Rb_{(sz)}+I_{2}\ \rightarrow \ 2\ RbI} }

## Tulajdonságai
Színtelen, vízben jól oldódó, köbös kristályokat alkot. A lángot vöröses lila színűre festi. Vízben való oldhatósága nő a hőmérséklet emelkedésével:
| Az RbI vízben való oldhatósága a hőmérséklettől függően (100 g a telített oldat) |      |       |       |
| Hőmérséklet [°C]                                                                 | 6,9  | 18,0  | 25,0  |
| Oldhatóság [g/l]                                                                 | 57,9 | 58,98 | 62,05 |

A szerves oldószerek enyhén oldódik:
| Az RbI oldhatósága szerves oldószerekben (100 cm³ a telített oldat) |       |       |
| Oldószer                                                            | 0 °C  | 25 °C |
| Acetonitril                                                         | 1,478 | 1,350 |
| Propionitril                                                        | 0,274 | 0,305 |
| Nitrometán                                                          | 0,567 | 0,518 |
| Aceton                                                              | 0,960 | 0,674 |
| Furfural                                                            |       | 4,930 |

Standard képződési szabadentalpiája ΔG0298 = −325,7 kJ·mol−1.

## Felhasználása
A rubídium-jodidot – más rubídium-halogenidekhez, mint a rubídium-klorid és a rubídium-bromid hasonlóan – használják fájdalomcsillapítóként, nyugtatóként, antidepresszánsként. Összetevője egy szemcseppnek (8 mg/ml RbI-t tartalmaz), amely Rubjovit® illetve Polijodurato® néven van piaci forgalomban. Vizsgálatok szerint allergiás reakciót válthat ki, és gyulladást okozhat.
Egyes homeopátiás szerekben is megtalálható 'Rubidium iodatum' néven vagy rövidítve  'rubi-i'.

## Fordítás
Ez a szócikk részben vagy egészben  a   Rubidium iodide című angol Wikipédia-szócikk ezen változatának fordításán alapul.  Az eredeti cikk szerkesztőit annak laptörténete sorolja fel. Ez a jelzés csupán a megfogalmazás eredetét és a szerzői jogokat jelzi, nem szolgál a cikkben szereplő információk forrásmegjelöléseként.
Ez a szócikk részben vagy egészben  a   Rubidiumiodid című német Wikipédia-szócikk fordításán alapul.  Az eredeti cikk szerkesztőit annak laptörténete sorolja fel. Ez a jelzés csupán a megfogalmazás eredetét és a szerzői jogokat jelzi, nem szolgál a cikkben szereplő információk forrásmegjelöléseként.